# Zhangfang, Hunan
Zhangfang är en köpinghuvudort i Kina. Den ligger i provinsen Hunan, i den södra delen av landet, omkring 110 kilometer öster om provinshuvudstaden Changsha. Antalet invånare är 24 135. Befolkningen består av 11 223 kvinnor och 12 912 män. Barn under 15 år utgör 17,0 %, vuxna 15-64 år 71 %, och äldre över 65 år 11,0 %.
Runt Zhangfang är det ganska tätbefolkat, med 248 invånare per kvadratkilometer. Zhangfang är det största samhället i trakten. I omgivningarna runt Zhangfang växer i huvudsak blandskog.
Genomsnittlig årsnederbörd är 2 205 millimeter. Den regnigaste månaden är maj, med i genomsnitt 372 mm nederbörd, och den torraste är oktober, med 50 mm nederbörd.